# 里克 (春秋)
里克（？—前650年），里氏，名克，中国春秋時期晋国将軍、政治人物。

## 生平
里克与士蒍、狐突、荀息、丕鄭、先丹木共同辅佐晋献公。他率军征讨戎狄，清理公族，加强国君的权力。又拥护太子申生，但被骊姬、优施阻擾。
晋献公死后，前651年，他杀死骊姬和骊姬的儿子奚齐。骊姬妹妹少姬的儿子卓子被立为新君，里克又杀之，并杀拥护奚齐的荀息。他本来想立公子重耳，重耳拒絕繼位，最终拥立了公子夷吾。前650年，夷吾即位为晋惠公。他削弱了里克的军权，又派郤芮诛杀里克，说虽然自己得到里克的拥立，但里克毕竟连杀二君，做里克的君主太难了。里克留下遺言「不有廢也，君何以興？欲加之罪，其無辭乎！臣聞命矣」後自尽。